# Michael Jarboe Sheehan
Michael Jarboe Sheehan (ur. 9 lipca 1939 w Wichicie, zm. 3 czerwca 2023 w Santa Fe) – amerykański duchowny katolicki, arcybiskup Santa Fe w latach 1993-2015.

## Życiorys
Urodził się w stanie Kansas, ale dzieciństwo i młodość spędził w Teksasie. Kształcił się początkowo w San Antonio. Wyjechał następnie do Rzymu na dalsze studia na Uniwersytecie Gregoriańskim, gdzie uzyskał licencjat z teologii w 1965. Tam też 12 lipca 1964 przyjął święcenia kapłańskie. Po powrocie do kraju pracował jako wikariusz w Tyler. Po kilku latach podjął dalsze studia w Wiecznym Mieście zakończone w 1971 doktoratem z prawa kanonicznego na Uniwersytecie Laterańskim. Pełnił następnie funkcje asystenta sekretarza generalnego Amerykańskiej Konferencji Biskupów Katolickich i proboszcza w Dallas i Grand Prairie.
25 marca 1983 otrzymał nominację na biskupa nowo utworzonej diecezji Lubbock. Sakry udzielił mu abp Patrick Flores, metropolita San Antonio. Od 6 kwietnia 1993 był administratorem apostolskim archidiecezji Santa Fe. 17 sierpnia 1993 mianowany arcybiskupem metropolitą Santa Fe. Ingres miał miejsce 21 września 1993.
27 kwietnia 2015 papież Franciszek przyjął jego rezygnację z pełnionego urzędu.